# 打箭炉龙胆
打箭炉龙胆（学名：Gentiana tatsienensis）是龙胆科龙胆属的植物，为中国的特有植物。分布在中国大陆的四川、西藏等地，生长于海拔3,300米至5,000米的地区，多生于山谷沟底和路旁主河滩阶地，目前尚未由人工引种栽培。